# Chief Marketing Officer
Der Begriff Chief Marketing Officer (CMO) ist die englischsprachige Bezeichnung für den Hauptverantwortlichen für das Marketing eines Unternehmens. Er ist unter anderem für die Bereiche Produkt- und Preispolitik sowie Kommunikations- und Distributionspolitik verantwortlich. Der CMO ist in der Regel Mitglied des Vorstands oder der Geschäftsführung und zeichnet Verantwortung für die Strategieentwicklung und Markenführung.  
Die aus dem amerikanischen bzw. angelsächsischen Raum stammende Bezeichnung, setzt sich – aufgrund der Globalisierung und Internationalisierung – immer mehr auch als Tätigkeitsbezeichnung im deutschsprachigen Raum durch. 
Die Rolle des CMO ist mit primärer- oder in geteilter Verantwortlichkeit in den Bereichen Verkauf/Vertrieb, Produktentwicklung, Vertriebswegmanagement, Öffentlichkeitsarbeit,  Kalkulation, Marktforschung und Kundendienst zu sehen.